# Gimnastyka na Letnich Igrzyskach Olimpijskich 2020 – skoki na trampolinie kobiet
Konkurs kobiet w skokach na trampolinie podczas XXXII Letnich Igrzysk Olimpijskich w Tokio odbył się w dniu 30 lipca 2021. Do rywalizacji przystąpiło 16 sportowców. Arena zawodów było Ariake Gymnastics Centre. Mistrzynią olimpijską została Chinka Zhu Xueying, wicemistrzynią jej rodaczka Liu Lingling, a brąz zdobyła Brytyjka Bryony Page.
Był to VI olimpijski konkurs w skokach na trampolinie kobiet.

## Terminarz
godziny zostały podane w czasie japońskim (UTC+9)
| Data          | Godzina rozpoczęcia |              |
| Data          | UTC+09:00           |              |
| ------------- | ------------------- | ------------ |
| 30 lipca 2021 | 13:00               | kwalifikacje |
| 30 lipca 2021 | 14:50               | finał        |

## System rozgrywek
W kwalifikacjach udział wzięło 16 sportowców, którzy wykonali po dwa układy. Suma punktów decydowała o miejscu. Do finału awansowało 8 najlepszych skoczkiń. Gimnastyczki z miejsc 9 i 10 otrzymywały miejsca rezerwowe.
W finale 8 finalistek wykonało po jednym układzie.

## Rozgrywki

### Kwalifikacje
| Pozycja | Zawodnik            | Państwo                     | Układ obowiązkowy | Układ dowolny | Łącznie | Uwagi |
| ------- | ------------------- | --------------------------- | ----------------- | ------------- | ------- | ----- |
| 1       | Liu Lingling        | Chiny                       | 50.155            | 55.315        | 105.470 | Q     |
| 2       | Zhu Xueying         | Chiny                       | 49.755            | 55.545        | 105.300 | Q     |
| 3       | Bryony Page         | Wielka Brytania             | 48.850            | 55.810        | 104.660 | Q     |
| 4       | Rosannagh MacLennan | Kanada                      | 48.840            | 55.595        | 104.435 | Q     |
| 5       | Megu Uyama          | Japonia                     | 48.705            | 54.880        | 103.585 | Q     |
| 6       | Susana Koczesok     | Rosyjski Komitet Olimpijski | 47.870            | 54.920        | 102.790 | Q     |
| 7       | Nicole Ahsinger     | Stany Zjednoczone           | 48.325            | 53.785        | 102.110 | Q     |
| 8       | Dafne Navarro       | Meksyk                      | 46.685            | 53.165        | 99.850  | Q     |
| 9       | Malak Hamza         | Egipt                       | 45.225            | 49.495        | 94.720  | R1    |
| 10      | Maddie Davidson     | Nowa Zelandia               | 47.870            | 45.540        | 93.140  | R2    |
| 11      | Jana Lebiediewa     | Rosyjski Komitet Olimpijski | 48.615            | 23.190        | 71.805  |       |
| 12      | Léa Labrousse       | Francja                     | 14.015            | 54.070        | 68.085  |       |
| 13      | Hikaru Mori         | Japonia                     | 47.350            | 16.425        | 63.775  |       |
| 14      | Samantha Smith      | Kanada                      | 48.335            | 11.210        | 59.545  |       |
| 15      | Laura Gallagher     | Wielka Brytania             | 47.235            | 6.100         | 53.335  |       |
| 16      | Jessica Pickering   | Australia                   | 17.840            | 16.350        | 34.190  |       |

### Finał
| Pozycja | Zawodnik            | Państwo                     | Trudność | Wykonanie | Lot   | Kara   | Łącznie |
| ------- | ------------------- | --------------------------- | -------- | --------- | ----- | ------ | ------- |
| złoto   | Zhu Xueying         | Chiny                       | 15.000   | 16.800    | 9.400 | 15.435 | 56.635  |
| srebro  | Liu Lingling        | Chiny                       | 15.000   | 16.000    | 9.100 | 16.250 | 56.350  |
| brąz    | Bryony Page         | Wielka Brytania             | 15.000   | 15.800    | 9.400 | 15.535 | 55.735  |
| 4       | Rosannagh MacLennan | Kanada                      | 14.900   | 15.600    | 9.200 | 15.760 | 55.460  |
| 5       | Megu Uyama          | Japonia                     | 14.000   | 16.000    | 9.300 | 15.355 | 54.655  |
| 6       | Nicole Ahsinger     | Stany Zjednoczone           | 14.300   | 15.300    | 9.300 | 15.450 | 54.350  |
| 7       | Susana Koczesok     | Rosyjski Komitet Olimpijski | 14.400   | 15.300    | 9.000 | 15.590 | 54.290  |
| 8       | Dafne Navarro Loza  | Meksyk                      | 12.800   | 13.900    | 8.000 | 13.645 | 48.345  |